# Prebendário

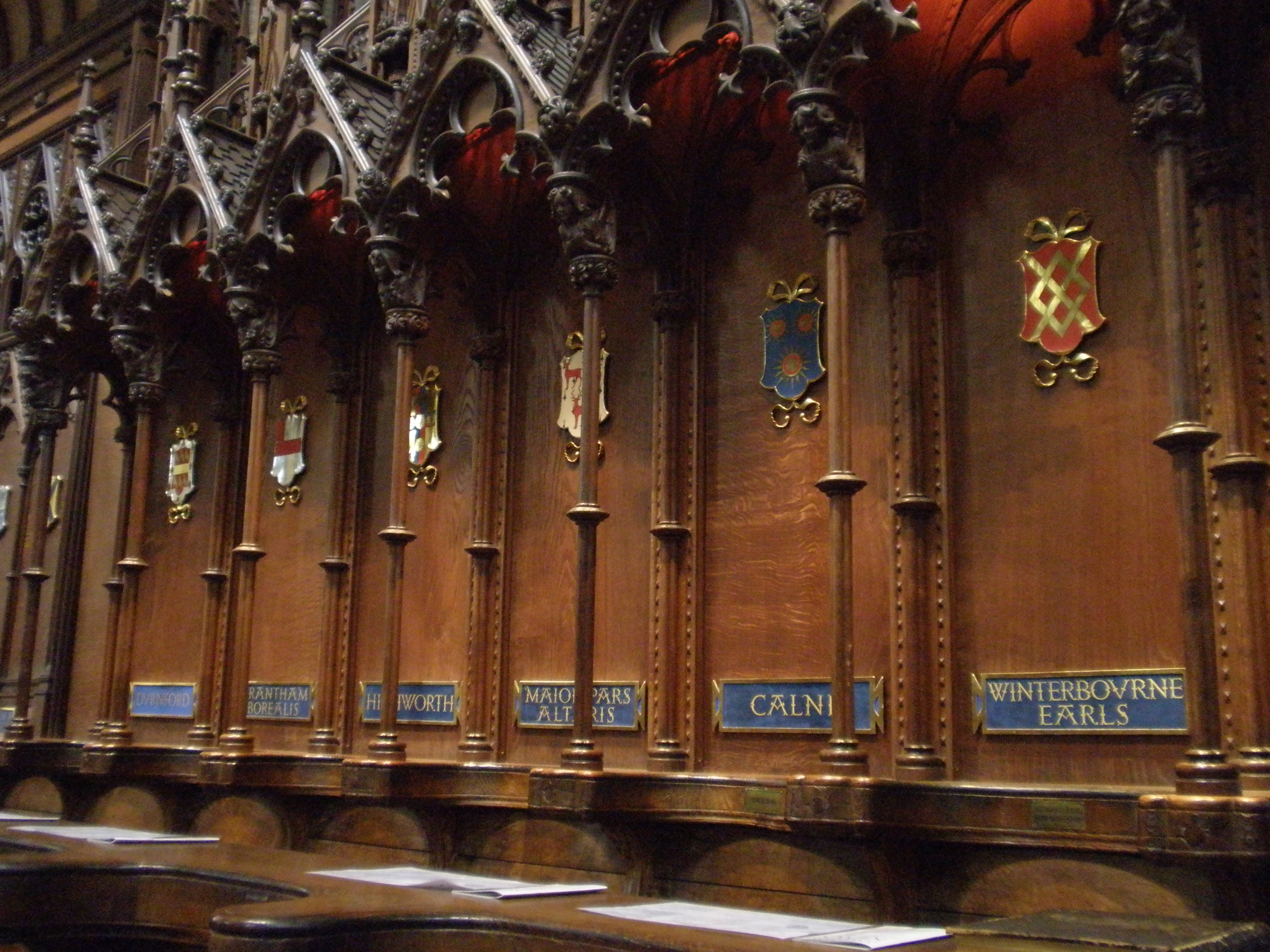
Bancos dos prebendários, Coro da Catedral

Um prebendário é um membro do clero católico romano ou anglicano, uma forma de cónego com uma função na administração de uma catedral ou igreja colegiada. Quando participam nos serviços religiosos, os prebendados sentam-se em assentos específicos, geralmente na parte de trás das cadeiras do coro, conhecidas como bancos prebendais.
Uma prebenda é a forma de benefício mantida por um prebendário: historicamente, o estipêndio vinculado a ela era geralmente obtido de fontes específicas na renda das propriedades de uma catedral. No século XXI, muitos prebendados detêm uma posição honorária, a qual não inclui uma renda.

## História
Na época do Domesday Book em 1086, os cónegos e dignitários das catedrais da Inglaterra eram sustentados pelos produtos e outros lucros das propriedades das catedrais. No início do século XII, a prebenda foi desenvolvida como uma instituição, na posse da qual um funcionário da catedral tinha uma renda fixa e independente. Isso tornou os cónegos da catedral independentes do bispo e criou postos que atraíram os filhos mais novos da nobreza. Parte da dotação era retida num fundo comum. Esse fundo, conhecido em latim como communa, era usado para fornecer pão e dinheiro a um cónego residente, que ele recebia além do que recebia da sua prebenda.
A maioria das prebendas desapareceu em 1547, quando quase todas as igrejas colegiadas na Inglaterra e no País de Gales foram dissolvidas pela Lei para a Dissolução das Igrejas Colegiadas e Capelas daquele ano, como parte da Reforma Inglesa. Neste formato, igreja de St Endellion, Cornwall, é uma das poucas que ainda existem.
O cargo de prebendário é mantido por certas dioceses da Igreja da Inglaterra (as de Lichfield, Lincoln e Londres são exemplos significativos) como um título honorário para párocos seniores, geralmente concedido em reconhecimento ao longo e dedicado serviço à diocese. Esses clérigos têm o direito de ser chamados de "Prebendários" (geralmente abreviado para Preb.) e têm um papel na administração da catedral relevante. Os prebendários têm uma banco prebendal em certas catedrais e igrejas colegiadas.